# Егоров, Николай Тимофеевич
Николай Тимофеевич Егоров (22.05.1918, Москва — 20.05.1984, Северодвинск) — токарь-расточник завода № 402 Государственного комитета по судостроению СССР, Герой Социалистического Труда.

## Биография
Родился 22 мая 1918 года в деревне Тимонино Клинского района Московской области. Работал токарем на одном из заводов в Москве.
В 1941—1942 годах служил в армии. С 1948 года на заводе № 402 в город Молотовск Архангельской области. Указом Президиума Верховного Совета СССР от 28 апреля 1963 года за большие заслуги в деле создания и производства новых типов ракетного вооружения, а также атомных подводных лодок и надводных кораблей, оснащённых этим оружием, и перевооружение кораблей Военно-Морского Флота, Егорову Николаю Тимофеевичу присвоено звание Героя Социалистического Труда с вручением ордена Ленина и золотой медали «Серп и Молот».
С 1979 года на пенсии. Жил в Северодвинске. 
Скончался 20 мая 1984 года. Похоронен на городском кладбище в Северодвинске.